# ألكسندرا روما
القديسة ألكسندرا من روما (باليونانية (Αλεξάνδρα)) شهيدة وقديسة مسيحية، معروفة من قصة «استشهاد القديس جورج» إما زوجة الإمبراطور دقلديانوس أو زوجة داتشيان حاكم روماني. كما أنها تخطئ أحيانًا مع بريسيلا أو بريسكا.
بالنسبة إلى فريدريك جورج هولويك كانت سانت ألكسندرا الزوجة الشهيرة للإمبراطور دقلديانوس وأعتنقت المسيحية سرًا. تصفها جاكوبس دي فوراجين التي أدرجت اسمها على أنها ألكسندرا زوجة داسيان الحاكم الروماني الذي اضطهد القديس كابراسيوس من أجان والقديس ماجينوس. أثناء تعذيب القديس جورج ذهبت ألكسندرا إلى الساحة، وانحنت أمامه واعترفت بإيمانها علانية. عندما سألت ما إذا كانت تستحق الجنة والاستشهاد دون تعميد، قال لها القديس جورج «لا تخف، لأن دمك سيعمدك». تم شجبها مسيحية وسُجنت بناء على أوامر زوجها في نيكوميديا ثم حكم عليها بالإعدام.
كان زوجها غاضبًا جدًا من أعتناقها المسيحية لدرجة أنه قيل أنه قال «ماذا! حتى هي سقطت تحت سحرهم!». قبلت الكسندرا عقوبتها بهدوء وصلت بينما سار الحراس إليها إلى مكان الإعدام. سألت إذا كانت تستطيع الراحة للحظة سمح الحراس بذلك. استراحت مكان إعدام القديس جورج عند جدار مدينة نيقوميديا.
ذهب معها عبيدها الثلاثة أبولو وإسحاق وكودراتوس إلى السجن، وتوفي أول اثنين من الجوع بينما تم قطع رأسها الأخير في 21 أبريل 303 م. عادة ما يتم الاحتفال بيوم عيدها في 23 أبريل، عندما يتم إحياء ذكرى لها في نفس الوقت مع الشهداء الجنديين أناتوليوس وبروتولين و630 آخرين استشهدوا بسبب اعتناقهم الإيمان أثناء مشاهدة استشهاد جورج. تكرمها الكنيسة القبطية في 8 أبريل.
في بعض الأحيان يتم الخلط بينها وبين بريسكا. تعتقد هلويك أن قصتها ملفقة، ويقدمها دو فراجين على أنها أسطورية ولكنها ليست رواية كاملة. كانت بريسكا إما مسيحية أو متساهلة تجاه المسيحية، لكنها لم تتمرد على زوجها. عندما تقاعد دقلديانوس إلى سبالتوم في 305، بقيت بريسكا مع ابنتها جاليريا فاليريا وصهره غاليريوس في ثيسالونيكي. عندما توفي غاليريوس في 311، عُهد إلى ليكينيوس برعاية بريسكا وابنتها فاليريا. مع ذلك هربت المرأتان من ليكينيوس إلى ماكسيموس. بعد وقت قصير رفضت فاليريا عرض زواج ماكسيمينوس، الذي اعتقلها وحبسها في سوريا وصادر ممتلكاتها. عند وفاة ماكسيمينوس كان ليكينيوس قد قتل بريسكا وابنتها في 315.